# Małgorzata Walewska
Małgorzata Walewska (ur. 5 lipca 1965 w Warszawie) – polska śpiewaczka (mezzosopran).
Występowała w wielu teatrach operowych Europy, m.in. Teatro Real w Madrycie, Teatro Nacional de São Carlos w Lizbonie, Teatro dell’Opera di Roma, Teatro Comunale di Bologna, Opera Las Palmas de Gran Canaria, Grand Théâtre Luxemburg, Fińska Opera Narodowa w Helsinkach, Graz Opera i Teatr Herodion w Atenach, a także w Metropolitan Opera, Operze w Seattle, San Francisco Opera, Washington National Opera, Baltimore Opera i Palacio de Bellas Artes w Meksyku. Śpiewała u boku artystów, takich jak Luciano Pavarotti, Plácido Domingo, Simon Estes, Thomas Hampson czy Edita Gruberová.

## Życiorys

### Edukacja
Dorastała w Lesznie i na warszawskim Powiślu. Jako dziecko zaczęła uczęszczać na zajęcia chóru do Danuty Kudrewicz, za której namową kształciła swój głos.
Uczęszczała do 27. LO im. Tadeusza Czackiego w Warszawie. Po maturze, nie dostała się na Akademię Muzyczną w Warszawie i rozpoczęła naukę w Zespole Państwowych Szkół Muzycznych im. Fryderyka Chopina w Warszawie, gdzie po roku zaczęła uczyć się u prof. Haliny Słonickiej. Po ukończeniu czteroletniej szkoły muzycznej zdała egzaminy do Akademii Muzycznej w Warszawie, którą ukończyła z wyróżnieniem w 1994.
24 lutego 2025 odebrała dyplom nadający jej stopień naukowy doktora w dziedzinie sztuki, dyscyplinie artystycznej: sztuki muzyczne. Doktoryzowała się na Uniwersytecie Muzycznym Fryderyka Chopina w Warszawie.

### Kariera zawodowa
Już w trakcie studiów zdobywała pierwsze nagrody na międzynarodowych konkursach. Będąc na drugim roku studiów, zajęła drugie miejsce w kategorii pieśni na międzyuczelnianym konkursie wokalnym we Wrocławiu. Po udziale w konkursie zagrała koncert w filharmonii w Szczecinie, a jej występ dostrzegł Andrzej Straszyński, który zaoferował jej angaż do roli Azy w Manru w Operze Narodowej w Warszawie. Dla tej roli odrzuciła propozycję od Mieczysława Nowakowskiego do zagrania w Betulia Liberata w Warszawskiej Operze Kameralnej. Po premierze Manru w 1991 zebrała przychylne recenzje za swoją rolę. W tym samym roku zaśpiewała partie solowe w balecie Grek Zorba, również na scenie Opery Narodowej w Warszawie.
W 1992 zwyciężyła w Międzynarodowym Konkursie Wokalnym im. Alfredo Krausa w Las Palmas de Gran Canaria oraz zdobyła dwie nagrody dla najlepszego mezzosopranu na Międzynarodowym Konkursie Wokalnym im. Stanisława Moniuszki w Warszawie. Zakwalifikowała się także do finału Międzynarodowego Konkursu Wokalnego im. Hansa Gabora Belvedere w Wiedniu i była jednym z 50 zwycięzców Konkursu Luciana Pavarottiego w Filadelfii. W tym samym premierowo wystąpiła jako Fenena w Nabucco w Operze Narodowej w Warszawie, gdzie w kolejnym sezonie zaczęła występować również jako Fenena w Nabucco, a w 1993 po raz pierwszy zagrała Grzech w Raju utraconym i Hudel w Skrzypku na dachu. W 1994 wzięła udział w Międzynarodowym Konkursie Wokalnym im. Mirjam Helin w Helsinkach, jednak odpadła już po pierwszym etapie, co było szeroko komentowane w prasie. Mimo to została uhonorowana tytułem Perły Konkursu Mirjam Helin podczas koncertu laureatów w Kangasniemi, a także została dostrzeżona przez Jormę Hynninena, ówczesnego dyrektora Festiwalu Operowego w Savonlinnie, z którym nawiązała współpracę trwającą kilka sezonów; wystąpiła m.in. Santuzza w Rycerskości wieśniaczej (1998) i Amneris w Aidzie (2005). Również w 1994 występowała gościnnie w roli Ciecy w Giocondzie w Teatrze w Bremie. Pod koniec roku premierowo wystąpiła w roli Charlotte w Wertherze na scenie Teatru Wielkiego w Warszawie, na której w 1995 zagrała również Amneris w Aidzie i tytułową bohaterkę w operze Carmen. W późniejszych latach wykreowała postać Carmen również na 12 innych scenach, m.in. w Operze Wiedeńskiej, Operze Krakowskiej i Teatrze Wielkim w Poznaniu.
W latach 1996–1998 była solistką Opery Wiedeńskiej, w której zadebiutowała rolą Poliny w Damie pikowej i w której grała także tytułową rolę w Carmen. W 1998 powróciła do występowania w Teatrze w Bremie, tym razem w roli wiedźmy Ulryki w Balu maskowym, którą to rolę powtarzała przez kilka sezonów. W 1999 została zaliczona do grona dziesięciu najsławniejszych Polaków jako „jedna z gwiazd, które oświetlą Polsce drogę w następne tysiąclecie” w zestawieniu amerykańskiego tygodnika „Time”. W 2000 grała Panią Quickly w Falstaffie w Volksoper w Wiedniu i Semperoper w Dreźnie oraz wydała album pt. Mezzo. W 2001 nagrała utwór „Dove vai” na potrzeby ścieżki dźwiękowej do Quo vadis?, ekranizacji powieści Henryka Sienkiewicza o tym samym tytule. W 2004 wystąpiła jako stara Hrabina w premierowym przedstawieniu Damy pikowej w Teatrze Wielkim – Operze Narodowej w Warszawie. W 2005 wystąpiła w Carmen na scenie Hali Stulecia we Wrocławiu. W następnym roku powtórzyła rolę, tym razem w Gliwickim Teatrze Muzycznym, a inscenizacja została uznana za „wydarzenie kulturalne roku” i nagrodzona Złotą Maską w kategorii „spektakl sezonu”. Od 2006 przez dwa sezony występowała w Metropolitan Opera w Nowym Jorku, w którym zadebiutowała jako Dalila w Samsonie i Dalili. W 2008 została uhonorowana „Perłą Honorową” w konkursie „Perły Polskiej Gospodarki 2008” za „krzewienie kultury polskiej na świecie”. W 2009 zadebiutowała w Covent Garden Theatre, wcielając się w rolę Azuceny z opery Trubadur. W tym samym roku wydała album pt. Farny. W 2012 wcieliła się w rolę Mamki w Kobiecie bez cienia w Palacio de Bellas Artes w Meksyku oraz Dalilę w Samsonie i Dalili w Grand Théâtre de Genève.
Od 8 marca 2014 zasiada w jury programu rozrywkowego Polsatu Twoja twarz brzmi znajomo, a za występy w programie trzy lata z rzędu była nominowana do Telekamery „Tele Tygodnia” w kategorii Juror.

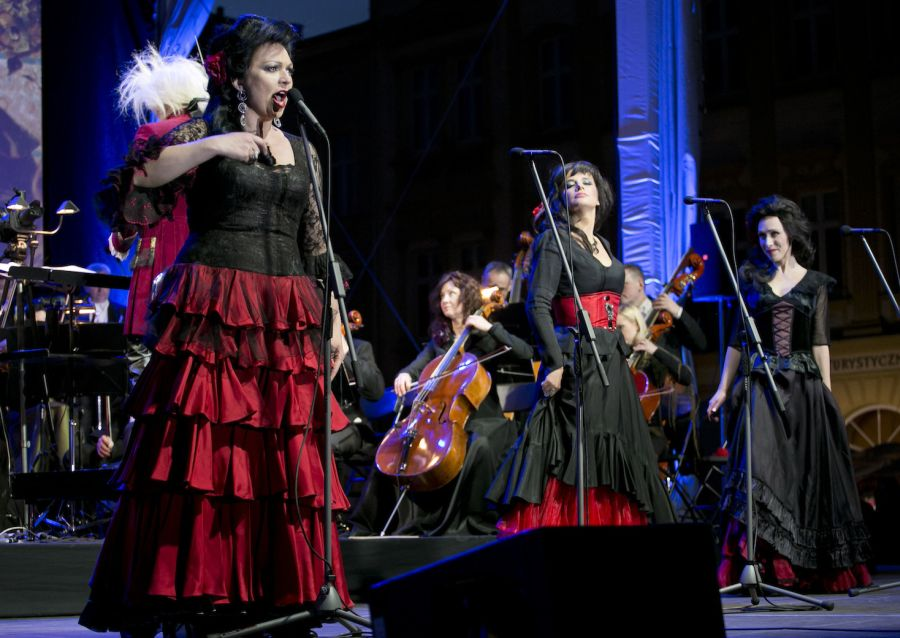
Walewska w widowisku Opera e la Vita (2015)

Od 2015 pełni funkcję dyrektorki artystycznej Międzynarodowego Festiwalu i Konkursu Sztuki Wokalnej im. Ady Sari, który odbywa się w Nowym Sączu. Również w 2015 zagrała Hrabinę w Damie pikowej na scenie Opéra national du Rhin w Strassburgu. W 2016 została odznaczona Złotym Medalem Zasłużonym Kulturze Gloria Artis oraz zadebiutowała w roli Wdowy w operze Goplana Władysława Żeleńskiego w Teatrze Wielkim w Warszawie. Produkcja została nagrodzona w konkursie International Opera Awards 2017 w kategorii „utwór odkryty na nowo”. Pod koniec 2016 wystąpiła w Teatrze Wielkim im. Stanisława Moniuszki w Poznaniu podczas koncertu „Christmas Songs” wraz z Garym Guthmanem. W sezonie 2017/2018 nagrała Missa pro pace Wojciecha Kilara z Orkiestrą Filharmonii Podlaskiej oraz partię Jokebed, matki Mojżesza w operze sakralnej A. Rubinsteina Mojżesz z Polską Orkiestrą Sinfonia Iuventus. W czerwcu 2018 wystąpiła w roli Pani Quickly w Falstaffie w Operze w Kolonii oraz pracownicy prosektorium w Unknown, I Love with You, którą zaprezentowała również m.in. pod koniec lutego 2020 na Festiwalu Kurta Weilla w Dessau. W sezonie 2018/2019 powróciła do Opery w Kolonii jako Ciotunia w operze Peter Grimes. Wystąpiła też w Teatrze Wielkim w Łodzi w roli Zofii w prapremierze opery Człowiek z Manufaktury Rafała Janiaka oraz zadebiutowała w roli The Old Lady w Kandydzie na scenie Opery Krakowskiej. W sezonie 2021/2022 zagrała Amneris na scenie Opery Bałtyckiej w Gdańsku oraz zaśpiewała partię mezzosopranu w IX Symfonii podczas 26. Wielkanocnego Festiwalu Ludwiga van Beethovena.
W 2021 roku została uhonorowana „Złotą Muszką", nagrodą im. Bogusława Kaczyńskiego przyznawaną przez Orfeo Fundacja im. Bogusława Kaczyńskiego za wybitne osiągnięcia w dziedzinie wokalistyki operowej i propagowanie najwyższych wartości kultury muzycznej na świecie. W 2022 nakładem wydawnictwa „Znak” ukazała się książka biograficzna Walewskiej pt. „Moja twarz brzmi znajomo”, będąca wywiadem rzeką przeprowadzonym z artystką przez Agatę Ubysz. W październiku 2022 zadebiutowała w roli Jezibaby w operze Rusałka realizowanej przez Teatr Wielki w Poznaniu.

## Życie prywatne
Jej partnerem życiowym był Piotr Kokosiński, z którym rozstała się w 2014 po 30 latach nieformalnego związku. Mają córkę Alicję, która jest scenografką grupy Pożar w burdelu.

## Role operowe
| Rola                        | Kompozytor              | Opera                                        | Teatry Operowe |
| --------------------------- | ----------------------- | -------------------------------------------- | --- |
| Amneris                     | Giuseppe Verdi          | Aida                                         | Deutsche Oper Berlin, Savonlinna Opera Festival, Teatr Wielki – Opera Narodowa, Opera Bałtycka w Gdańsku, Opera Śląska w Bytomiu                                                                                 |
| Carmen                      | Georges Bizet           | Carmen                                       | Wiener Staatsoper, Savonlinna Opera Festival, Seattle Opera, Greek National Opera, Opernfestspiele St Margarethen, Sommerfestspiele Xanten, Opera Kraków, Teatr Wielki w Poznaniu, Teatr Wielki – Opera Narodowa |
| Dalila                      | Camille Saint-Saëns     | Samson i Dalila                              | Metropolitan Opera, Washington National Opera, Grand Theatre de Geneve, Deutsche Oper Berlin |
| Santuzza                    | Pietro Mascagni         | Rycerskość wieśniacza (Cavalleria rusticana) | Savonlinna Opera Festival |
| Fenena                      | Giuseppe Verdi          | Nabucco                                      | Teatr Wielki – Opera Narodowa, Opernfestspiele St Margarethen |
| Kundry                      | Richard Wagner          | Parsifal                                     | Teatr Wielki w Poznaniu |
| Ulryka                      | Giuseppe Verdi          | Bal maskowy (Un ballo in maschera)           | Semperoper Dresden, Theater Bremen, Opera Śląska w Bytomiu, Teatro Real Madrid |
| Magdalena                   | Giuseppe Verdi          | Rigoletto                                    | Washington National Opera |
| Hrabina                     | Piotr Iljicz Czajkowski | Dama pikowa                                  | Wiener Staatsoper, Teatr Wielki – Opera Narodowa, Opéra national du Rhin Strasbourg |
| Olga                        | Piotr Iljicz Czajkowski | Eugeniusz Oniegin                            | Wiener Staatsoper |
| Księżniczka Eboli           | Giuseppe Verdi          | Don Carlos                                   | New National Theatre Tokyo, Teatr Wielki w Poznaniu, Finnish National Opera Helsinki |
| Aza                         | Ignacy Jan Paderewski   | Manru                                        | Teatr Wielki – Opera Narodowa |
| Pani Quickly                | Giuseppe Verdi          | Falstaff                                     | Oper Köln, Deutsche Oper Berlin, Volksoper Wien |
| Die Amne                    | Richard Strauss         | Kobieta bez cienia (Die Frau ohne Schatten)  | Palacio de Bellas Artes |
| Mary                        | Richard Wagner          | Latający Holender (Der fliegende Holländer)  | Baltic Opera Festival |
| The Auntie                  | Benjamin Britten        | Peter Grimes                                 | Oper Köln |
| The Old Lady                | Leonard Bernstein       | Kandyd                                       | Opera Kraków |
| Contessa di Coigny, Madelon | Umberto Giordano        | Andrea Chenier                               | St. Galler Festspiele |
| Polina                      | Piotr Iljicz Czajkowski | Eugeniusz Oniegin                            | Wiener Staatsoper |
| Azucena                     | Giuseppe Verdi          | Trubadur (Il trovatore)                      | Royal Opera House w Londynie, Deutsche Oper Berlin, Seattle Opera, Opera Kraków |

## Muzyka symfoniczna i oratoryjna
- Magnificat Johanna Sebastiana Bacha,
- IX Symfonia Beethovena,
- II i III Symfonia Gustava Mahlera,
- Petite messe solennelle Gioacchino Rossiniego,
- Stabat Mater Gioacchino Rossiniego,
- Stabat Mater Giovanni Battista Pergolesiego,
- Msza C-dur Wolfganga Amadeusa Mozarta,
- Msza Es-dur Franza Schuberta,
- Gloria Antonia Vivaldiego,
- Requiem Giuseppe Verdiego,
- Requiem Wolfganga Amadeusa Mozarta,
- Król Dawid Arthura Honeggera,
- Te Deum Antona Brucknera.

## Dyskografia

### Albumy solowe
- Voce di Donna (2000)
- Mezzo (2000) – złota płyta w Polsce[58]; re-edycja w 2012
- Walewska i przyjaciele (2004) – dwupłytowy album wydany przez firmę Dux (wyróżniony Asem Empiku za najlepiej sprzedawaną płytę)
- Panta Rhei (2004; jako Walewska&Olko), Utwór „Fisz” z tej płyty został wykorzystany do Webeo (wideoklip interaktywny) autorstwa Dawida Marcinkowskiego. Webeo zdobyło kilkadziesiąt nagród i wyróżnień na konkursach na całym świecie.
- Farny (2009; wraz z Robertem Grudniem)[59]
- Christmas Time – Traditional Polish Christmas Carols (2011) – złota płyta w Polsce[60]
- The Spirit of Tango (2014; z Martínem Palmerim) – album koncertowy

### Pozostałe albumy
- 1993 – Gala Lirica Vol.1; Orquesta Sinfónica y Coro de RTVE – Habanera z opery G. Bizeta Carmen (nagranie z koncertu laureatów konkursów hiszpańskich w Madrycie)
- 1995 – Te deum; A.Bruckner – C.Gounod
- 2001 – gościnny udział w rejestracji płyty Ave Maria – Najpiękniejsze Pieśni Maryjne – utwory „Ave Maria” i „Zdrowaś Maryja” – Małgorzata Walewska została odznaczona przez biskupa polowego krzyżem „Milito pro Christo” za wybitną interpretację Ave Maria. Platynowa płyta w Polsce[61].
- 2001 – płyta ze ścieżką dźwiękową do filmu Quo vadis i utwór promujący film J. Kawalerowicza „Dove Vai” – platynowa płyta.
- 2002 – gościnny udział w rejestracji płyty zespołu I Muvrini – Umani; piosenka „Erein eta joan”
- 2006 – gościnny udział w rejestracji płyty 21 zespołu Voo Voo; nagrywając utwory „Łobi jabi”, „Flota zjednoczonych sił” i „Jesteś fajna kobieta”
- 2007 – Szymanowski, Wagner Songs – Małgorzata Walewska i Oskar Jezior
- 2007 – Przeboje Lata z Radiem 2007 – gościnnie z zespołem Leszcze w piosence „Cudowna noc, nie popędzaj mnie”
- 2009 – Antena – gościnny występ na koncertowej płycie Elektrycznych Gitar
- 2010 – Cudowny świat – gościnny udział w rejestracji płyty ku pamięci profesora Zbigniewa Religi, piosenka „Nim Przyjdzie Wiosna” i utwór wykonany przez wszystkich uczestników „What a Wonderful World”
- 2017 – Wojciech Kilar: Missa pro pace – nagranie utworu Wojciecha Kilara „Missa pro pace” z Chórem i Orkiestrą Opery i Filharmonii Podlaskiej pod batutą Mirosława Jacka Błaszczyka (płyta uzyskała nominację do Nagrody Muzycznej Fryderyk 2018 w kategorii Album Roku Muzyka Chóralna, Oratoryjna i Operowa[62])

### DVD
- 2006 – Carmen – Stagione d’Opera Italiana (zapis występu na festiwalu operowym St. Margarethen w 1998; reż. Gianfranco de Bosio)
- 2008 – Carmen – Gliwicki Teatr Muzyczny

## Polski dubbing
- 2016: Sing – panna Nana Noodleman
- 2017: Piękna i Bestia – Madame de Garderobe